# Lawrenceburg (Tennessee)
Lawrenceburg ist eine US-amerikanische Stadt in Tennessee. Sie bildet den Verwaltungssitz des Lawrence County. Das U.S. Census Bureau hat bei der Volkszählung 2020 eine Einwohnerzahl von 11.633 ermittelt.

## Geschichte
Nach einer neueren Theorie ist das Gebiet um Lawrenceburg der wahrscheinliche Standort von Chicasa – dem Ort, an dem der spanische Entdecker Hernando de Soto und seine Männer 1540/41 überwinterten (frühere Theorien gingen davon aus, dass dieser Lagerplatz im nördlichen Mississippi gelegen hat). Die Cherokee verkauften das Gebiet im Jahr 1806 an die USA.
Nach seiner Übersiedlung aus Ost-Tennessee im frühen 19. Jahrhundert, um 1817, diente David Crockett als Friedensrichter, Oberst der Miliz und Staatsvertreter. David Crockett gründete eine Pulvermühle am Shoal Creek, der ursprünglich Sycamore River hieß. In diesem Gebiet befindet sich heute der David Crockett State Park. Crockett wurde zum Kommissar gewählt und diente in dem Gremium, das Lawrenceburg vier Meilen (6 km) westlich des geographischen Zentrums von Lawrence County platzierte. Crockett war dagegen, dass die Stadt an ihrem jetzigen Standort angesiedelt wurde, hauptsächlich aus Angst vor Überschwemmungen. Er und seine Familie lebten einige Jahre in Lawrenceburg, bevor sie nach West Tennessee zogen, nachdem eine Flut seine Mühle zerstört hatte.
Nach dem Zweiten Weltkrieg verlegte die Murray Ohio Manufacturing Company, ein US-amerikanischer Hersteller von Fahrrädern und Outdoor-Ausrüstung, ihre Produktion nach Lawrenceburg und baute eine neue Fabrik und ein Montagewerk. Im Laufe der nächsten Jahrzehnte wuchs die Murray-Fabrik zu einer der größten in den Vereinigten Staaten heran.

## Demografie
Nach einer Schätzung von 2019 leben in Lawrenceburg 11.035 Menschen. Die Bevölkerung teilte sich im selben Jahr auf in 89,9 % Weiße, 4,2 % Afroamerikaner, 0,7 % amerikanische Ureinwohner, 2,0 % Asiaten und 1,1 % mit zwei oder mehr Ethnizitäten. Hispanics oder Latinos aller Ethnien machten 5,1 % der Bevölkerung aus. Das mittlere Haushaltseinkommen lag bei 34.086 US-Dollar und die Armutsquote bei 25,4 %.

## Söhne und Töchter der Stadt
- James Daniel Niedergeses  (1917–2007), römisch-katholischer Bischof von Nashville
- George R. Stotser (1935–2022), Generalleutnant der United States Army
- Michael Jeter (1952–2003), Schauspieler
- James Mark Beckman (* 1962), römisch-katholischer Bischof von Knoxville